# بهارات ماتا

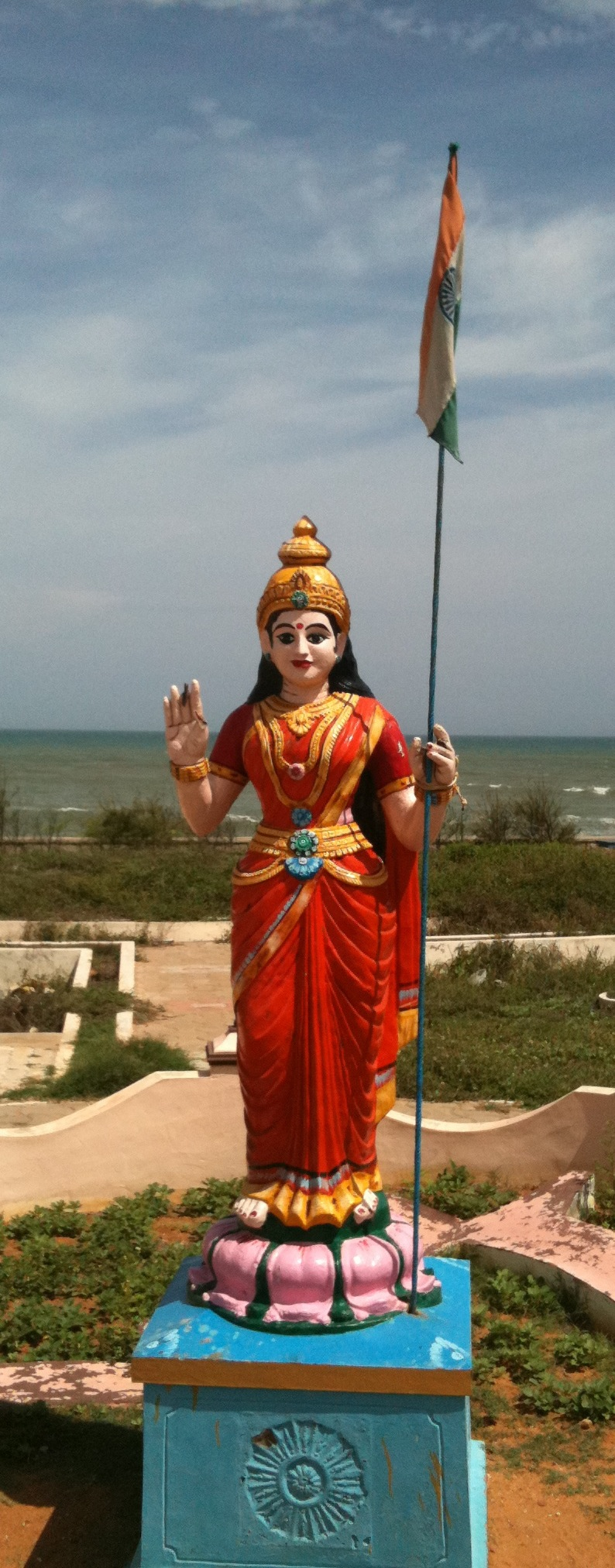
تمثال "بهاراتا ماثا" هذه في كانياكوماري، تاميل نادو، الهند.

بهارات ماتا (لغة هندية، من السنسكريتية भारत माता)، الأم الهند، (بالسنسكريتية: भारताम्बा، अम्बा وتعني أم) هي التجسيد الوطني للهند كإلهة أم. وهي مزيج من كل آلهة الثقافة الهندية وبالأخص الإلهة دورجا. وعادة ما يتم تصويرها كامرأة ترتدي زي الساري زعفراني اللون، وتحمل علم الهند، وأحيانا يصحبها أسد آسيوي.